# کودی هورن
کودی هورن (انگلیسی: Cody Horn؛ زادهٔ ۱۲ ژوئن ۱۹۸۸) یک هنرپیشه اهل ایالات متحده آمریکا است. وی از سال ۲۰۱۰ میلادی تاکنون مشغول فعالیت بوده‌است.
از فیلم‌ها یا برنامه‌های تلویزیونی که وی در آن نقش داشته است می‌توان به آخرین گشت، تلنگر و وایولت و دیزی اشاره کرد.